# عصابات الختان
كانت الختان أو اللاهوت   (كما دعا دوناتيستيس) عصابات للمتطرفين البربر المسيحيين في شمال إفريقيا في أوائل القرن الرابع. واعتبرت الكنيسة الكاثوليكية أنها هرطقة. كانوا مهتمين في البداية بمعالجة المظالم الاجتماعية، لكنهم أصبحوا مرتبطين بالطائفة الدوناتية.  لقد أدانوا الممتلكات والعبودية، ودافعوا عن الحب الحر، وإلغاء الديون، وتحرير العبيد. يحظى الدعاة بالاستشهاد ويمتلكون تفانيًا خاصًا بالشهداء، مما يكرم القبور.
كان مصطلح "الختان" قد صاغه آخرون، استنادًا إلى "circum cellas euntes"، وهم يرحلون حول لردر، لأنهم "كانوا يتجولون بين الفلاحين، ويعيشون على أولئك الذين سعوا إلى تلقينهم". "

## الخلفية
نظرت الختان إلى الاستشهاد كفضيلة مسيحية حقيقية (كما قال الأب ترتليان في الكنيسة المبكرة، «كان يوم وفاة الشهداء هو عيد ميلاده»)، وبالتالي اختلف مع رؤية الأسقفية لقرطاج على أولوية العفة والرشوة والتواضع الأعمال الخيرية. بدلاً من ذلك، ركزوا على تحقيق استشهادهم.
في بعض الأحيان، اعتدى أعضاء هذه المجموعة على الفيلق الروماني أو المسافرين المسلحين بأندية خشبية بسيطة لاستفزازهم لمهاجمتهم واستشهادهم. وقاطع آخرون محاكم القانون واستفزوا القاضي شفهياً حتى يأمر بإعدامهم الفوري (عقوبة عادية في وقت ازدراء المحكمة).

## الآراء
لأنه مكتوب في الإنجيل يوحنا أن يسوع قد أخبر بطرس أن يخمد سيفه في حديقة جثسيماني (يوحنا 18: 11)، تجنب الختان الأسلحة المورقة واستخدموا الأندية، والتي أطلقوا عليها «الإسرائيليون». باستخدام «الإسرائيليين»، فإن الختان ستهاجم المسافرين العشوائيين على الطريق، بينما يهتفون "Laudate Deum!" («الحمد لله!» باللغة اللاتينية). الهدف من هذه الضرب العشوائي هو استفزاز الضحية لقتلهم، وبالتالي يصبحوا «شهداء».  

## وصلات خارجية
- https://www.academia.edu/4811679/Jae-Eun_Park_Lacking_Love_or_Conveying_Love_The_Fundamental_Roots_of_the_Donatists_and_Augustine_s_Nuanced_Treatment_of_Them._Reformed_Theological_Review_72.2_Aug_2013_103-121